# Kari Faux

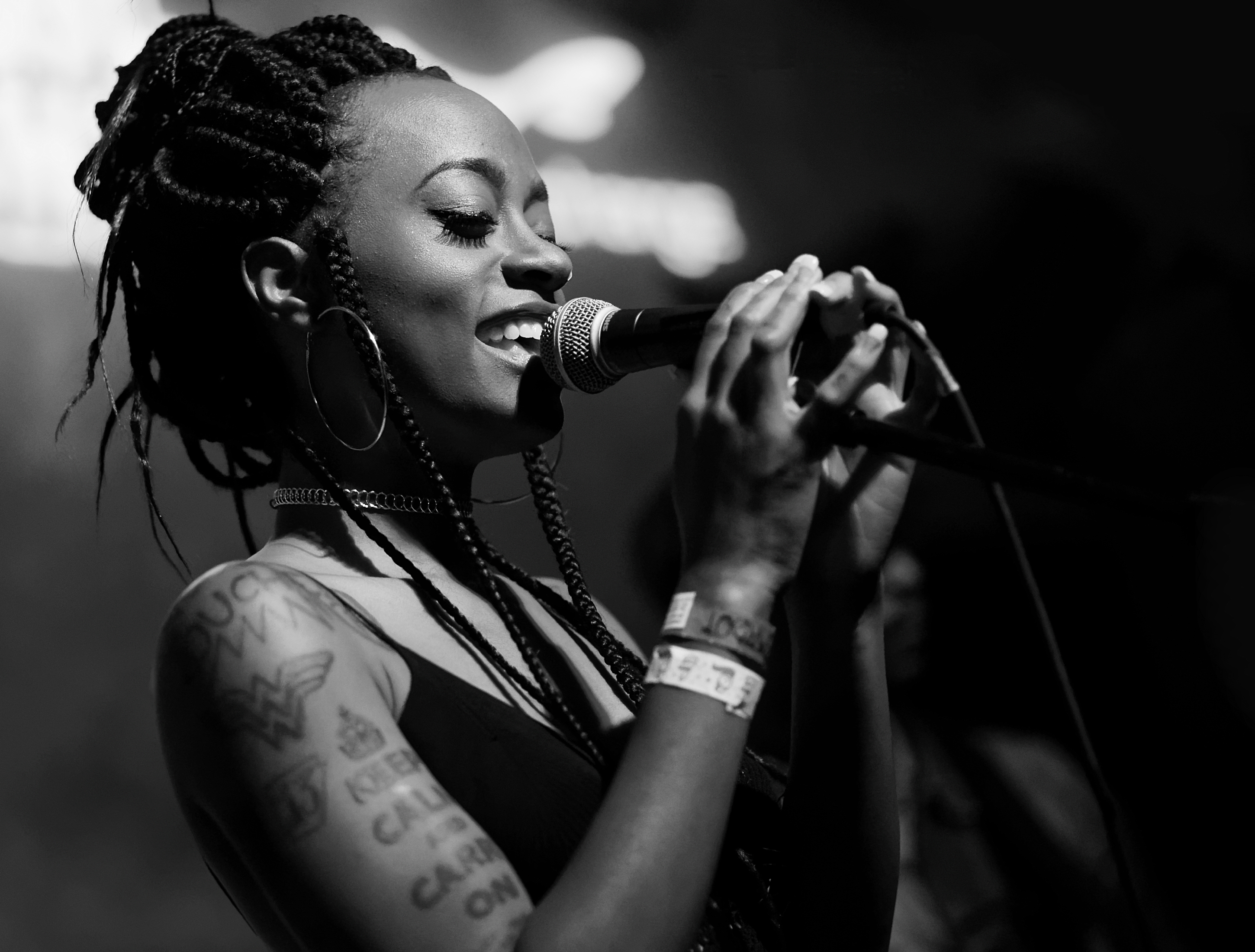
Kari Faux, 2016

Kari Rose Johnson (* 11. Juni 1992), besser bekannt unter dem Künstlernamen Kari Faux, ist eine US-amerikanische Rapperin.

## Biografie
Die Tochter einer ledigen Minderjährigen wurde adoptiert und wuchs in Little Rock, Arkansas, auf. Nach der Highschool ging sie nach Atlanta, Georgia, wo sie Tontechnik studierte. Sie brach das Studium jedoch ab und kehrte nach Hause zurück.
2011 begann Kari Faux, Rapsongs im Internet zu veröffentlichen. Ihrem ersten Song Fauxty Miles per Hour folgte eine Serie von Mixtapes. Laugh Now, Die Later brachte ihr 2014 den Durchbruch. Childish Gambino bot ihr seine Zusammenarbeit an und Faux ging mit ihrem Freund Malik Flint nach Los Angeles. Der Single Nada von 2015 folgte im gleichen Jahr das Debütalbum Lost En Los Angeles.
Neben Gastauftritten etwa bei Childish Gambino und Chloe x Halle veröffentlichte Faux in den folgenden Jahren die EPs Primary (2017) und Cry 4 Help (2019).

## Diskografie
Studioalben
- 2015: Lost En Los Angeles

EPs
- 2017: Primary
- 2019: Cry 4 Help

Mixtapes (Auswahl)
- 2012: City Limits
- 2012: Sophisticated Rachetness
- 2013: No Sleep Til Atlanta
- 2014: Laugh Now, Die Later
- 2020: Lowkey Superstar

Gastauftritte
- 2016: Bday auf dem Album The Sun’s Tiradevon Isaiah Rashad und Deacon Blues
- 2016: Zombies auf dem Album Awaken, My Love! von Childish Gambino
- 2017: Alotta Women / Useless auf dem Album The Drum Chord Theory von Matt Martians
- 2018: Fake auf dem Album The Kids Are Alright von Chloe x Halle
- 2018: On My Mind / Charge It to the Game auf dem Album Letters of Irrelevance von Patrick Paige II und Syd
- 2019: Mortal Kombat auf dem Album You Can’t Sit With Us von Pivot Gang